# تپه گورستان عربلو
تپه گورستان عربلو مربوط به دوره اشکانیان است و در شهرستان همدان، بخش مرکزی، دهستان سنگستان، ۲/۵ کیلومتری ضلع شرقی روستای عربلو واقع شده و این اثر در تاریخ ۲۳ بهمن ۱۳۸۵ با شمارهٔ ثبت ۱۷۱۳۴ به‌عنوان یکی از آثار ملی ایران به ثبت رسیده است.اکثریت ساکنین روستای عربلو از خاندان سادات حسینی(فرزندان سید هدایت الله) هستند